# Gros Ventre Range
Gros Ventre Range je pohoří v Sublette County a Teton County, na západě Wyomingu, ve Spojených států amerických.
Leží jihovýchodně od Národního parku Grand Teton, obklopené pohořími Teton Range ze severozápadu, Absaroka Range ze severovýchodu, Wind River Range z jihovýchodu a Wyoming Range z jihozápadu. Nejvyšší horou je Doubletop Peak (3 572 m).
Gros Ventre Range je pojmenované podle řeky Gros Ventre, která pramení v pohoří Wind River Range.